# فرناندو کودا مارکز
فرناندو کودا مارکز (انگلیسی: Fernando Codá Marques؛ زادهٔ ۸ اکتبر ۱۹۷۹) دانشمند در زمینه ریاضیات اهل برزیل است.
وی همچنین برندهٔ جوایزی همچون جایزه وبلن شده‌است.